# Veszprém
Veszprém (tyska: Wesprim, Weißbrunn, slovakiska: Vesprém, slovenska: Belomost) är en stad i provinsen Veszprém i västra Ungern. Staden är huvudort i provinsen Veszprém. Veszprém har 58 153 invånare (2021), på en yta av 126,92 km². Det är en av landets äldsta städer, belägen cirka 15 kilometer norr om Balatonsjön.

## Historia
Enligt legenden grundades Veszprém på sju kullar, som Rom. De sju kullarna är Várhegy (slottskullen), Benedek-hegy (Sankt Benediktkullen), Jeruzsálem-hegy (Jerusalemkullen), Temetőhegy (begravningskullen), Gulyadomb (herdekullen), Kálvária-domb (kavallerikullen) och Cserhát.
Anonymus, notarius publicus till kung Béla III skrev att slottet redan stod här när ungrarna först ockuperade området. Slottet var troligtvis en frankisk 800-talsborg. Slotten i Veszprém, Esztergom och Székesfehérvár, var de tidigaste ungerska stenslotten, som byggdes redan under Gézas regeringstid, en tid då ekslott var mycket vanligare.
Stadens namn kommer från det slaviska ordet Bezprym, som från början var ett personnamn. Staden namngavs antingen efter en hövding, eller sonen till prinsessan Judith (äldsta syster till Stefan I) som bosatte sig här efter att hennes man Boleslav I fördrev henne och hennes son.
Veszprém spelade en viktig religiös roll under slagen för att få kristendomen som officiell religion i Ungern - Stefanus besegrade sin motståndare Koppánys arméer nära Veszprém. Staden blev det första episkopala sätet i Ungern år 1009 och ett ärkebiskopssäte år 1993. Komitatet Veszprém var en av de tidigaste historiska provinserna i Ungern.
Veszprém var drottning Giselas, fru till Sankt Stefan, favoritstad. Under många århundraden kröntes drottningarna av Ungern av biskopen av Veszprém. Staden kallas ofta än idag för "drottningarnas stad".
Under den mongoliska invasionen av Ungern skyddades Veszprém av sitt slott, som senare demolerades av Habsburgerna år 1706.
Veszprém var en av de första städerna i Ungern som fick ett universitet, och här studerades lag och konst. Universitetet förstördes vid en brand år 1276, och staden blev åter igen en universitetsstad under 1900-talet.

## Geografi
Veszprém ligger på båda sidorna av floden Séd, omkring 110 kilometer från Budapest (via motorvägen M7 och Riksväg 8). Den kan också nås från Győr via väg 82 och från Székesfehérvár via väg 8.

## Sport
Den europeiska storklubben i handboll Veszprém KC kommer från staden.